# Ultisol

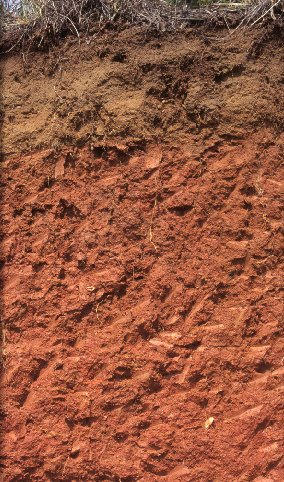
Ultisol

Als Ultisol bezeichnet man gemäß der USDA Soil Taxonomy Böden der Tropen und Subtropen, die aufgrund intensiver Verwitterung und Auslaugung mäßig bis stark sauer sind. Sie finden sich insbesondere in den südöstlichen Teilen der USA, in Mittelamerika, Brasilien und Argentinien, West- und Zentralafrika, Südostasien sowie Teilen Koreas, Japans und Nordostaustraliens und haben sich meist über einen verhältnismäßig langen Zeitraum hinweg ausgebildet.
Typisch für Ultisole ist ein mäßig humoser A-Horizont, gefolgt von einem fahlen, vielfach gelblich gefärbten Eluvialhorizont. Darunter liegt ein tonreicherer, durch Eisenoxide oft rot gefärbter B-Horizont.
Ackerbaulich sind Ultisole nur nach intensiver Düngung nutzbar, da die meisten Nährstoffe durch die Verwitterung in tiefere Bodenhorizonte verbracht oder ausgewaschen wurden. Der niedrige pH-Wert muss zudem durch Kalkzusatz angehoben werden. Aus forstwirtschaftlicher Sicht werden Ultisole dagegen als sehr produktiv eingeschätzt.
In der World Reference Base for Soil Resources (WRB) entsprechen sie den Alisolen und Acrisolen.
Weltweit sind etwa 11 Millionen Quadratkilometer Land von Ultisolen bedeckt, dies entspricht 8,5 Prozent der eisfreien Landfläche.

## Klassifikation
Man unterteilt Ultisole in fünf Unterordnungen:
- Aquult
- Humult
- Udult
- Ustult
- Xerult